# Monrovia (Maryland)
Monrovia es un lugar designado por el censo ubicado en el condado de Frederick en el estado estadounidense de Maryland. En el Censo de 2010 tenía una población de 416 habitantes y una densidad poblacional de 71,74 personas por km².

## Geografía
Monrovia se encuentra ubicado en las coordenadas 39°21′34″N 77°16′30″O / 39.35944, -77.27500. Según la Oficina del Censo de los Estados Unidos, Monrovia tiene una superficie total de 5.8 km², de la cual 5.8 km² corresponden a tierra firme y (0.04%) 0 km² es agua.

## Demografía
Según el censo de 2010, había 416 personas residiendo en Monrovia. La densidad de población era de 71,74 hab./km². De los 416 habitantes, Monrovia estaba compuesto por el 94.95% blancos, el 1.68% eran afroamericanos, el 0.24% eran amerindios, el 0.24% eran asiáticos, el 0% eran isleños del Pacífico, el 0.24% eran de otras razas y el 2.64% pertenecían a dos o más razas. Del total de la población el 4.57% eran hispanos o latinos de cualquier raza.